# Anthony Rogie
Anthony Rogie (né le 2 juin 1991), est un footballeur français, formé au RC Lens, évoluant au poste de milieu relayeur.

## Biographie
Issu de la Gaillette, Anthony Rogie signe son premier contrat professionnel avec le Racing Club de Lens à l'age de 18 ans. Après avoir évolué avec des joueurs comme Raphaël Varane, Serge Aurier, Geoffrey Kondogbia, Thorgan Hazard au sein de l'équipe réserve du club Nordiste, il est titularisé pour son premier match de Ligue 2 face à Niort, au Stade Bollaert. Après avoir été laissé libre par le RC Lens à l'été 2013, il doit s'engager avec l'AC Arles Avignon, mais le club  dépose le bilan. Finalement il signe à l'US Quevilly-Rouen alors en CFA. Il y reste six années parmi lesquelles il connaît deux montées et un retour au monde professionnel : lors de la saison 2015-2016 où Quevilly est champion de CFA et lors de la saison 2016-2017 où Quevilly monte en Ligue 2 après sa seconde place en National. En mai 2017, les entraîneurs de National l'élisent dans l'équipe-type de la saison pour le site Foot-National.
Véritable cadre du club avec 175 matchs joués pour 11 buts toutes compétitions confondus, il quitte l'US Quevilly Rouen à l'été 2019 pour l'autre club de la ville : le FC Rouen. 
Le 14 mai 2021, et après 12 matchs et deux buts, il quitte le club pour rejoindre le C'Chartres en National 2.
Après une saison tronquée par le Covid-19, il s'engage au CS Sedan Ardennes le 11 juin 2021, toujours en National 2.

## Palmarès
- Champion de CFA (Groupe A) en 2016 avec l'US Quevilly-Rouen[3].
- Vice-champion de National en 2017 avec l'US Quevilly-Rouen[4].

## Statistique
| Saison     | Club              | Championnat | Championnat | Championnat | Coupe(s) nationale(s) | Coupe(s) nationale(s) | Total | Total |     |    |
| Saison     | Club              | Division    | M.          | B.          | M.                    | B.                    | M.    | B.    |     |    |
| 2009-2010  | RC Lens B         | CFA         | 30          | 0           | -                     | -                     | -     | -     | 30  | 0  |
| 2010-2011  | RC Lens B         | CFA         | 29          | 2           | -                     | -                     | -     | -     | 29  | 2  |
| 2011-2012  | RC Lens B         | CFA         | 22          | 1           | -                     | -                     | -     | -     | 22  | 1  |
| Sous-total | Sous-total        | Sous-total  | 81          | 4           | -                     | -                     | -     | -     | 81  | 4  |
| 2012-2013  | RC Lens           | Ligue 2     | 1           | 0           | 4                     | 1                     | 0     | 0     | 5   | 1  |
| Sous-total | Sous-total        | Sous-total  | 1           | 0           | 4                     | 1                     | 0     | 0     | 5   | 1  |
| 2013-2014  | US Quevilly       | CFA         | 21          | 2           | 0                     | 0                     | 0     | 0     | 21  | 2  |
| 2014-2015  | US Quevilly       | CFA         | 26          | 4           | 4                     | 0                     | -     | -     | 30  | 4  |
| 2015-2016  | US Quevilly Rouen | CFA         | 26          | 2           | 1                     | 0                     | -     | -     | 27  | 2  |
| 2016-2017  | US Quevilly Rouen | National    | 33          | 1           | 6                     | 0                     | -     | -     | 39  | 1  |
| 2017-2018  | US Quevilly Rouen | Ligue 2     | 34          | 1           | 1                     | 0                     | 0     | 0     | 35  | 1  |
| 2018-2019  | US Quevilly Rouen | National    | 20          | 0           | 2                     | 0                     | 1     | 1     | 23  | 1  |
| Sous-total | Sous-total        | Sous-total  | 160         | 10          | 14                    | 0                     | 1     | 1     | 175 | 11 |
| 2019-2020  | FC Rouen          | National 2  | 12          | 2           | 4                     | 1                     | -     | -     | 16  | 3  |
| Sous-total | Sous-total        | Sous-total  | 12          | 2           | 4                     | 1                     | -     | -     | 16  | 3  |
| 2020-2021  | C'Chartres        | National 2  | 3           | 0           | 1                     | 0                     | -     | -     | 4   | 0  |
| Sous-total | Sous-total        | Sous-total  | 3           | 0           | 1                     | 0                     | -     | -     | 4   | 0  |
| 2021-2022  | CS Sedan          | National    | 21          | 0           | 1                     | 0                     | -     | -     | 22  | 0  |
| 2022-2023  | CS Sedan          | National    | 17          | 0           | 0                     | 0                     | -     | -     | 17  | 0  |
| Sous-total | Sous-total        | Sous-total  | 38          | 0           | 1                     | 0                     | -     | -     | 39  | 0  |
| Sous-total | Sous-total        | Sous-total  | 295         | 16          | 25                    | 3                     | 0     | 1     | 320 | 20 |

## Référence
1. 1 2 3 4  lechorepublicain.fr
2. ↑  rclensois.fr
3. 1 2  statfootballclubfrance.fr
4. 1 2  statfootballclubfrance.fr
5. ↑  « Equipe type National 2016-2017 : Les résultats » , sur Foot National, 14 mai 2017 (consulté le 2 juin 2022)
6. ↑  madeinlens.com
7. ↑  c-chartresfootball.com
8. ↑  actufoot.com
9. ↑  « Fiche d’Anthony Rogie », sur footballdatabase.eu